# Georges Leuillieux
Georges Leuillieux (n. 3 august 1879, Lille, Franța – d. 1 mai 1950, Eu, Haute-Normandie, Franța) a fost un înotător francez, medaliat olimpic. A participat la o ediție a Jocurilor Olimpice (1900) în care a câștigat o medalie de bronz.

## Participări
Lista de mai jos prezintă principalele competiții la care a participat Georges Leuillieux de-a lungul carierei.
- natation aux Jeux olympiques d'été de 1900 – 200 mètres par équipes hommes[*]